# Clifton Hills
Clifton Hills är en flygplats i Australien. Den ligger i delstaten South Australia, omkring 940 kilometer norr om delstatshuvudstaden Adelaide.
Trakten runt Clifton Hills är nära nog obefolkad, med mindre än två invånare per kvadratkilometer.. Det finns inga samhällen i närheten.
Omgivningarna runt Clifton Hills är i huvudsak ett öppet busklandskap. Genomsnittlig årsnederbörd är 173 millimeter. Den regnigaste månaden är mars, med i genomsnitt 40 mm nederbörd, och den torraste är oktober, med 2 mm nederbörd.